# Copa Interamericana 1972
La Copa Interamericana 1972 est la 3e édition de la Copa Interamericana. Cet affrontement oppose le club argentin du CA Independiente, vainqueur de la Copa Libertadores 1972 au Club Deportivo Olimpia, club hondurien, vainqueur de la Coupe des champions de la CONCACAF 1972. 
Les rencontres ont lieu le 17 juin 1973 et le 20 juin 1973. Il est à signaler que les deux matchs ont lieu au Honduras.
Les argentins du CA Independiente remportent cette troisième édition sur le score cumulé de 4-1.

## Contexte
Le CA Independiente a disposé en finale du Club Universitario de Deportes (0-0 puis 2-1) pour remporter la Copa Libertadores 1972 ce qui est leur troisième succès dans cette épreuve.
Pour sa part, le Club Deportivo Olimpia a battu le SV Robinhood (1-0 puis 0-0) pour remporter la Coupe des champions de la CONCACAF 1972. C'est le premier trophée international pour le club.

## Match aller
| 17 juin 1973 | Club Deportivo Olimpia | 1 - 2 | CA Independiente                             | Stade Francisco Morazán, San Pedro Sula |                        |
|              | Brand 75e              |       | 30e Alejandro Semenewicz (it) · 55e Maglioni | Arbitrage : J.R. Mirón                  | Arbitrage : J.R. Mirón |
|              | Rapport                |       |                                              | Arbitrage : J.R. Mirón                  | Arbitrage : J.R. Mirón |

| Club Deportivo Olimpia : |                   |
|                          | Équipe non connue |
|                          |                   |
|                          |                   |
|                          |                   |
|                          |                   |
|                          |                   |
|                          |                   |
|                          |                   |
|                          |                   |
|                          |                   |
|                          |                   |
| Entraîneur :             |                   |
| Juan Andino              |                   |

| CA Independiente : |                                        |
| Gardien de but     | Miguel Ángel Santoro                   |
| D                  | Eduardo Antonio Commisso Villalba (es) |
| D                  | Miguel Ángel López                     |
| D                  | Francisco Pedro Manuel Sá              |
| D                  | Ricardo Pavoni                         |
| M                  | Rubén Galván                           |
| M                  | Miguel Ángel Raimondo (en)             |
| M                  | Alejandro Semenewicz (it)              |
| A                  | Agustín Balbuena                       |
| A                  | Miguel Ángel Giachello                 |
| A                  | Mario Mendoza                          |
| Remplaçants :      |                                        |
| A                  | Eduardo Maglioni                       |
| Entraîneur :       |                                        |
| Humberto Maschio   |                                        |

## Match retour
| 20 juin 1973 | Club Deportivo Olimpia | 0 - 2 | CA Independiente            | Estadio Nacional de Tegucigalpa, Tegucigalpa |                   |
|              |                        |       | 42e Maglioni · 84e Balbuena | Arbitrage : Rojas                            | Arbitrage : Rojas |
|              | Rapport                |       |                             | Arbitrage : Rojas                            | Arbitrage : Rojas |

| Club Deportivo Olimpia : |                        |
| Gardien de but           | Samuel Sentini         |
| D                        | Juan Ventura López     |
| D                        | Miguel Angel Matamoros |
| D                        | Selvin Cárcamo         |
| D                        | Oscar García           |
| M                        | Marco Mendoza          |
| M                        | Domingo Ferrara        |
| M                        | Dagoberto Espinal      |
| A                        | Rigoberto Gómez        |
| A                        | Carlos Suazo Lagos     |
| A                        | Jorge Brand            |
| Remplaçants :            |                        |
| M                        | Ángel Paz (en)         |
| A                        | Reynaldo Mejía         |
| Entraîneur :             |                        |
| Juan Andino              |                        |

| CA Independiente : |                                        |
| Gardien de but     | Miguel Ángel Santoro                   |
| D                  | Eduardo Antonio Commisso Villalba (es) |
| D                  | Miguel Ángel López                     |
| D                  | Francisco Pedro Manuel Sá              |
| D                  | Ricardo Pavoni                         |
| M                  | Héctor Jesús Martínez (en)             |
| M                  | Miguel Ángel Raimondo (en)             |
| M                  | Alejandro Semenewicz (it)              |
| A                  | Agustín Balbuena                       |
| A                  | Eduardo Maglioni                       |
| A                  | Mario Mendoza                          |
| Remplaçants :      |                                        |
| D                  | Luis Garisto                           |
| Entraîneur :       |                                        |
| Humberto Maschio   |                                        |